# بيتر كاميرون (عالم حشرات)
بيتر كاميرون (بالإنجليزية: Peter Cameron)‏ هو عالم حشرات أمريكي، ولد في 1847، وتوفي في 1912.